# Campeonato Europeo de Natación de 2004
El XXVII Campeonato Europeo de Natación se celebró en Madrid (España) entre el 5 y el 16 de mayo de 2004 bajo la organización de la Liga Europea de Natación (LEN) y la Real Federación Española de Natación.
Se realizaron competiciones de natación, natación sincronizada, saltos y natación en aguas abiertas. Los recintos utilizados por especialidad fueron:
- Centro de Natación M-86: natación, natación sincronizada y saltos
- Embalse de San Juan: natación en aguas abiertas

## Resultados de natación

### Masculino
| Evento                    | Oro                                                                                                 | Plata                                                                                  | Bronce                                                                        |
| ------------------------- | --------------------------------------------------------------------------------------------------- | -------------------------------------------------------------------------------------- | ----------------------------------------------------------------------------- |
| 50 m libre (16.05)        | Alexandr Popov · Rusia · 22,32                                                                      | Stefan Nystrand · Suecia · 22,42                                                       | Lorenzo Vismara · Italia · 22,45                                              |
| 100 m libre (12.05)       | Filippo Magnini · Italia · 48,87                                                                    | Pieter van den Hoogenband · Países Bajos · 49,33                                       | Christian Galenda · Italia · 49,55                                            |
| 200 m libre (14.05)       | Pieter van den Hoogenband · Países Bajos · 1:47,05                                                  | Andrei Kapralov · Rusia · 1:48,28                                                      | Filippo Magnini · Italia · Massimiliano Rosolino · Italia · 1:48,69           |
| 400 m libre (10,05)       | Emiliano Brembilla · Italia · 3:49,14                                                               | Yuri Prilukov · Rusia · 3:49,51                                                        | Dragoș Coman · Rumania · 3:49,52                                              |
| 1500 m libre (14.05)      | Yuri Prilukov · Rusia · 15:04,35                                                                    | Ihor Chervynsky · Ucrania · 15:11,94                                                   | Dragoș Coman · Rumania · 15:15,52                                             |
| 50 m espalda (13.05)      | Stev Theloke · Alemania · 25,61                                                                     | Darius Grigalionis · Lituania · 25,67                                                  | David Ortega · España · 25,69                                                 |
| 100 m espalda (11.05)     | László Cseh · Hungría · 55,26                                                                       | Markus Rogan · Austria · 55,27                                                         | Stev Theloke · Alemania · 55,39                                               |
| 200 m espalda (15.05)     | Markus Rogan · Austria · 1:57,58                                                                    | Răzvan Florea · Rumania · 1:58,00                                                      | Simon Dufour Francia 1:58,54                                                  |
| 50 m braza (14.05)        | Oleg Lisogor · Ucrania · 27,55                                                                      | Hugues Duboscq Francia 28,23                                                           | Matjaž Markič Eslovenia 28,24                                                 |
| 100 m braza (11.05)       | Oleg Lisogor · Ucrania · 1:01,13                                                                    | Hugues Duboscq Francia 1:01,25                                                         | Richárd Bodor · Hungría · 1:01,54                                             |
| 200 m braza (13.05)       | Paolo Bossini · Italia · 2:11,73                                                                    | Dmitri Komornikov · Rusia · 2:12,02                                                    | Richárd Bodor · Hungría · 2:13,27                                             |
| 50 m mariposa (11.05)     | Serhi Breus · Ucrania · 24,02                                                                       | Nikolai Skvortsov · Rusia · 24,05                                                      | Andri Serdinov · Ucrania · 24,16                                              |
| 100 m mariposa (15.05)    | Andri Serdinov · Ucrania · 52,31                                                                    | Franck Esposito Francia 52,65                                                          | Nikolai Skvortsov · Rusia · 52,74                                             |
| 200 m mariposa (13.05)    | Denys Sylantiev · Ucrania · 1:56,71                                                                 | Ioan Gherghel · Rumania · 1:56,82                                                      | Anatoli Poliakov · Rusia · 1:57,45                                            |
| 200 m estilos (12.05)     | Markus Rogan · Austria · 1:59,79                                                                    | Jani Sievinen · Finlandia · 2:00,43                                                    | Massimiliano Rosolino · Italia · 2:00,53                                      |
| 400 m estilos (16.05)     | László Cseh · Hungría · 4:12,86                                                                     | Luca Marin · Italia · 4:14,31                                                          | Alessio Boggiatto · Italia · 4:14,32                                          |
| 4 × 100 m libre (10,05)   | Italia · Lorenzo Vismara · Christian Galenda · Giacomo Vassanelli · Filippo Magnini · 3:15,66       | Rusia · Andrei Kapralov · Yevgueni Lagunov · Ivan Usov · Denis Pimankov · 3:17,00      | Francia Amaury Leveaux Germain Cayette Julien Sicot Fabien Gilot 3:18,10      |
| 4 × 200 m libre (15.05)   | Italia · Emiliano Brembilla · Matteo Pelliciari · Massimiliano Rosolino · Filippo Magnini · 7:11,93 | Rusia · Maxim Kuznetsov · Yevgueni Natsvin · Andrei Kapralov · Yuri Prilukov · 7:16,95 | Francia Fabien Horth Nicolas Kintz Nicolas Rostoucher Amaury Leveaux 7:19,00  |
| 4 × 100 m estilos (16.05) | Ucrania · Volodymyr Nikolaichuk · Oleg Lisogor · Andri Serdinov · Yuri Yehoshin · 3:37,14           | Francia Simon Dufour Hugues Duboscq Franck Esposito Julien Sicot 3:37,77               | Hungría · László Cseh · Richárd Bodor · Zsolt Gáspár · Attila Zubor · 3:37,86 |

- RM – Récord mundial

### Femenino
| Evento                    | Oro                                                                                         | Plata                                                                                        | Bronce                                                                                       |
| ------------------------- | ------------------------------------------------------------------------------------------- | -------------------------------------------------------------------------------------------- | -------------------------------------------------------------------------------------------- |
| 50 m libre (16.05)        | Therese Alshammar · Suecia · 25,12                                                          | Sviatlana Jajlova · Bielorrusia · 25,20                                                      | Sandra Völker · Alemania · 25,24                                                             |
| 100 m libre (12.05)       | Malia Metella Francia 54,46                                                                 | Marleen Veldhuis · Países Bajos · 54,86                                                      | Neri Nianguara · Grecia · 55,05                                                              |
| 200 m libre (15.05)       | Camelia Potec · Rumania · 1:58,20                                                           | Solenne Figuès Francia 1:58,30                                                               | Josefin Lillhage · Suecia · 1:59,45                                                          |
| 400 m libre (16.05)       | Laure Manaudou Francia 4:07,90                                                              | Camelia Potec · Rumania · 4:09,31                                                            | Yana Klochkova · Ucrania · 4:10,53                                                           |
| 800 m libre (12.05)       | Erika Villaécija García · España · 8:31,26                                                  | Anja Čarman Eslovenia 8:37,10                                                                | Camelia Potec · Rumania · 8:37,56                                                            |
| 50 m espalda (16.05)      | Ilona Hlaváčková · República Checa · 29,00                                                  | Nina Zhivanevskaya · España · 29,03                                                          | Alessandra Cappa · Italia · 29,28                                                            |
| 100 m espalda (14.05)     | Laure Manaudou Francia 1:00,93                                                              | Stanislava Komarova · Rusia · 1:01,89                                                        | Nina Zhivanevskaya · España · 1:02,38                                                        |
| 200 m espalda (11.05)     | Stanislava Komarova · Rusia · 2:10,97                                                       | Anja Čarman Eslovenia 2:13,12                                                                | Sanja Jovanović · Croacia · 2:13,95                                                          |
| 50 m braza (14.05)        | Maria Östling · Suecia · 31,68                                                              | Yelena Bogomazova · Rusia · 31,90                                                            | Majken Thorup Dinamarca 32,05                                                                |
| 100 m braza (12.05)       | Svitlana Bondarenko · Ucrania · 1:09,23                                                     | Yelena Bogomazova · Rusia · 1:09,37                                                          | Mirna Jukic · Austria · Maria Östling · Suecia · 1:09,41                                     |
| 200 m braza (15.05)       | Mirna Jukic · Austria · 2:27,25                                                             | Alenka Kejžar Eslovenia 2:29,71                                                              | Yelena Bogomazova · Rusia · 2:29,77                                                          |
| 50 m mariposa (11.05)     | Natalia Sutiaguina · Rusia · 27,04                                                          | Martina Moravcová · Eslovaquia · 27,09                                                       | Chantal Groot · Países Bajos · 27,11                                                         |
| 100 m mariposa (14.05)    | Martina Moravcová · Eslovaquia · 58,05                                                      | Malia Metella Francia 58,78                                                                  | Otylia Jędrzejczak · Polonia · 58,85                                                         |
| 200 m mariposa (16.05)    | Otylia Jędrzejczak · Polonia · 2:06,47                                                      | Paola Cavallino · Italia · 2:09,27                                                           | Mette Jacobsen Dinamarca 2:09,43                                                             |
| 200 m estilos (13.05)     | Yana Klochkova · Ucrania · 2:12,56                                                          | Hanna Shcherba · Bielorrusia · 2:15,03                                                       | Beatrice Căslaru · Rumania · 2:15,70                                                         |
| 400 m estilos (10,05)     | Yana Klochkova · Ucrania · 4:38,52                                                          | Éva Risztov · Hungría · 4:40,34                                                              | Anja Klinar Eslovenia 4:46,05                                                                |
| 4 × 100 m libre (10,05)   | Francia Solenne Figuès Céline Couderc Aurore Mongel Malia Metella 3:40,67                   | Países Bajos · Chantal Groot · Inge Dekker · Annabel Kosten · Marleen Veldhuis · 3:41,39     | Suecia · Johanna Sjöberg · Gabriella Fagundez · Cathrin Carlzon · Josefin Lillhage · 3:43,54 |
| 4 × 200 m libre (11.05)   | España · Tatiana Rouba · Melissa Caballero · Laura Roca · Erika Villaécija García · 8:03,41 | Francia Céline Couderc Katarin Quelennec Elsa N'Guessan Solenne Figuès 8:06,04               | Rumania · Camelia Potec · Larisa Lăcustă · Beatrice Căslaru · Simona Păduraru · 8:06,26      |
| 4 × 100 m estilos (16.05) | Francia Laure Manaudou Laurie Thomassin Aurore Mongel Malia Metella 4:05,96                 | Ucrania · Iryna Amshennikova · Svitlana Bondarenko · Yana Klochkova · Olha Mukomol · 4:06,35 | Países Bajos · Stefanie Luiken · Madelon Baans · Chantal Groot · Marleen Veldhuis · 4:07,41  |

- RM – Récord mundial

### Medallero
| Núm. | País            | Oro | Plata | Bronce | Total |
| ---- | --------------- | --- | ----- | ------ | ----- |
| 1    | Ucrania         | 9   | 2     | 2      | 13    |
| 2    | Francia         | 5   | 7     | 3      | 15    |
| 3    | Italia          | 5   | 2     | 7      | 14    |
| 4    | Rusia           | 4   | 9     | 3      | 16    |
| 5    | Austria         | 3   | 1     | 1      | 5     |
| 6    | Hungría         | 2   | 1     | 3      | 6     |
| 6    | Suecia          | 2   | 1     | 3      | 6     |
| 8    | España          | 2   | 1     | 2      | 5     |
| 9    | Rumania         | 1   | 3     | 5      | 9     |
| 10   | Países Bajos    | 1   | 3     | 2      | 6     |
| 11   | Eslovaquia      | 1   | 1     | 0      | 2     |
| 12   | Alemania        | 1   | 0     | 2      | 3     |
| 13   | Polonia         | 1   | 0     | 1      | 2     |
| 14   | República Checa | 1   | 0     | 0      | 1     |
| 15   | Eslovenia       | 0   | 3     | 2      | 5     |
| 16   | Bielorrusia     | 0   | 2     | 0      | 2     |
| 17   | Finlandia       | 0   | 1     | 0      | 1     |
| 17   | Lituania        | 0   | 1     | 0      | 1     |
| 19   | Dinamarca       | 0   | 0     | 2      | 2     |
| 20   | Croacia         | 0   | 0     | 1      | 1     |
| 20   | Grecia          | 0   | 0     | 1      | 1     |
|      | TOTAL           | 38  | 38    | 40     | 116   |

## Resultados de saltos

### Masculino
| Evento                          | Oro                                                | Plata                                                                                    | Bronce                                            |
| ------------------------------- | -------------------------------------------------- | ---------------------------------------------------------------------------------------- | ------------------------------------------------- |
| Trampolín 1 m (12.05)           | Joona Puhakka · Finlandia · 430,86 pts.            | Nicola Marconi · Italia · 392,25 pts.                                                    | Tobias Schellenberg · Alemania · 389,07 pts.      |
| Trampolín 3 m (09.05)           | Andreas Wels · Alemania · 695,76                   | Joona Puhakka · Finlandia · 676,80                                                       | Vasili Lisovski · Rusia · 668,28                  |
| Plataforma 10 m (14.05)         | Anton Zajarov · Ucrania · 666,18                   | Heiko Meyer · Alemania · 664,80                                                          | Roman Volodkov · Ucrania · 649,98                 |
| Trampolín 3 m sincro. (11.05)   | Nicola Marconi · Tomasso Marconi · Italia · 322,50 | Sergei Anikin · Vasili Lisovski · Rusia · 321,90                                         | Dmytro Lysenko · Yuri Shliajov · Ucrania · 321,24 |
| Plataforma 10 m sincro. (08.05) | Roman Volodkov · Anton Zajarov · Ucrania · 354,72  | Tony Adam · Heiko Meyer · Alemania · Oleg Vikulov · Konstantin Janbekov · Rusia · 345,78 |                                                   |

### Femenino
| Evento                          | Oro                                                | Plata                                                   | Bronce                                                 |
| ------------------------------- | -------------------------------------------------- | ------------------------------------------------------- | ------------------------------------------------------ |
| Trampolín 1 m (12.05)           | Heike Fischer · Alemania · 289,26 pts.             | Natalia Umiskova · Rusia · 285,45 pts.                  | Tania Cagnotto · Italia · 283,95 pts.                  |
| Trampolín 3 m (13.05)           | Yulia Pajalina · Rusia · 575,94                    | Vera Ilina · Rusia · 573,99                             | Olena Fedorova · Ucrania · 524,31                      |
| Plataforma 10 m (10,05)         | Tania Cagnotto · Italia · 538,56                   | Olena Zhupina · Ucrania · 507,45                        | Valentina Marocchi · Italia · 504,93                   |
| Trampolín 3 m sincro. (08.05)   | Vera Ilina · Yulia Pajalina · Rusia · 337,38       | Ditte Kotzian · Conny Schmalfuss · Alemania · 302,64    | Kristina Ishchenko · Olena Fedorova · Ucrania · 289,59 |
| Plataforma 10 m sincro. (11.05) | Annett Gamm · Nora Subschinski · Alemania · 303,72 | Dolores Sáez de Ibarra · Leire Santos · España · 294,60 | Brenda Spaziani · Valentina Marocchi · Italia · 294,06 |

### Medallero
| Núm. | País      | Oro | Plata | Bronce | Total |
| ---- | --------- | --- | ----- | ------ | ----- |
| 1    | Alemania  | 3   | 3     | 1      | 7     |
| 2    | Rusia     | 2   | 4     | 1      | 7     |
| 3    | Ucrania   | 2   | 1     | 4      | 7     |
| 4    | Italia    | 2   | 1     | 3      | 6     |
| 5    | Finlandia | 1   | 1     | 0      | 2     |
| 6    | España    | 0   | 1     | 0      | 1     |
|      | TOTAL     | 10  | 11    | 9      | 30    |

## Resultados de natación en aguas abiertas

### Masculino
| Evento        | Oro                                   | Plata                                   | Bronce                             |
| ------------- | ------------------------------------- | --------------------------------------- | ---------------------------------- |
| 5 km (13.05)  | Fabio Venturini · Italia · 51:41,4    | Alan Bircher Reino Unido 51:55,4        | Stefano Rubaudo · Italia · 52:11,8 |
| 10 km (12.05) | Evgeni Kovchkarov · Rusia · 1:45:21,5 | Massimiliano Parla · Italia · 1:45:22,8 | Anton Sanachev · Rusia · 1:45:23,9 |
| 25 km (15.05) | Evgeni Kovchkarov · Rusia · 4:18:00,5 | David Meca · España · 4:18:00,5         | Petar Stoichev Bulgaria 4:18:02,5  |

### Femenino
| Evento        | Oro                                  | Plata                                | Bronce                               |
| ------------- | ------------------------------------ | ------------------------------------ | ------------------------------------ |
| 5 km (12.05)  | Britta Kamrau · Alemania · 59:11,3   | Stefanie Biller · Alemania · 59:14,4 | Xenia López · España · 59:16,3       |
| 10 km (13.05) | Britta Kamrau · Alemania · 1:54:24,0 | Marta Nogués · España · 1:54:25,6    | Angela Maurer · Alemania · 1:54:26,0 |
| 25 km (16.05) | Britta Kamrau · Alemania · 4:39:11,0 | Natalia Pankina · Rusia · 4:39:23,5  | Ivanka Moralieva Bulgaria 4:41:21,2  |

### Medallero
| Núm. | País        | Oro | Plata | Bronce | Total |
| ---- | ----------- | --- | ----- | ------ | ----- |
| 1    | Alemania    | 3   | 1     | 1      | 5     |
| 2    | Rusia       | 2   | 1     | 1      | 4     |
| 3    | Italia      | 1   | 1     | 1      | 3     |
| 4    | España      | 0   | 2     | 1      | 3     |
| 5    | Reino Unido | 0   | 1     | 0      | 1     |
| 6    | Bulgaria    | 0   | 0     | 2      | 2     |
|      | TOTAL       | 6   | 6     | 6      | 18    |

## Resultados de natación sincronizada
| Evento                    | Oro | Plata | Bronce |
| ------------------------- | --- | --- | --- |
| Solo (08.05)              | Virginie Dedieu Francia 99,600 pts. | Natalia Ishchenko · Rusia · 97,800 pts. | Gemma Mengual · España · 97,300 pts. |
| Dúo (09.05)               | Anastasia Davidova · Anastasia Yermakova · Rusia · 99,500 | Gemma Mengual · Paola Tirados · España · 97,600 | Virginie Dedieu Laure Thibaud Francia 96,300 |
| Equipo (08.05)            | Olga Brusnikina · Anastasia Davidova · Anastasia Ermakova · Maria Gromova · Elvira Jasianova · Maria Kiseliova · Olga Novokshchenova · Anna Shorina · Rusia · 99,300        | Raquel Corral · Andrea Fuentes · Tina Fuentes · Ana Montero · Gisela Morón · Irina Rodríguez · Alicia Sanz · Ione Serrano · España · 97,900                                                              | Monica Cirulli · Costanza Fiorentini · Joey Paccagnella · Elisa Plaisant · Beatrice Spaziani · Federica Stefanelli · Lorena Zaffalon · Laura Zanazza · Italia · 96,400                                                       |
| Combinación libre (09.05) | Raquel Corral · Andrea Fuentes · Tina Fuentes · Gemma Mengual · Ana Montero · Gisela Morón · Irina Rodríguez · Alicia Sanz · Ione Serrano · Paola Tirados · España · 97,900 | Monica Cirulli · Costanza Fiorentini · Francesca Gangemi · Joey Paccagnella · Elisa Plaisant · Sara Savoia · Beatrice Spaziani · Federica Stefanelli · Lorena Zaffalon · Laura Zanazza · Italia · 95,500 | María Christodoulou · Elefthería Ftouli · Eleni Georgiou · Efrosyni Gouda · Apostolia Ioannou · Eirini Iordanopoulou · Eugenia Koutsoudi · Evanthia Makrygianni · Olga Pelekanou · Christina Thalassinidou · Grecia · 94,200 |

### Medallero
| Núm. | País    | Oro | Plata | Bronce | Total |
| ---- | ------- | --- | ----- | ------ | ----- |
| 1    | Rusia   | 2   | 1     | 0      | 3     |
| 2    | España  | 1   | 2     | 1      | 4     |
| 3    | Francia | 1   | 0     | 1      | 2     |
| 4    | Italia  | 0   | 1     | 1      | 2     |
| 5    | Grecia  | 0   | 0     | 1      | 1     |
|      | TOTAL   | 4   | 4     | 4      | 12    |

## Medallero total
| Núm. | País            | Oro | Plata | Bronce | Total |
| ---- | --------------- | --- | ----- | ------ | ----- |
| 1    | Ucrania         | 11  | 3     | 6      | 20    |
| 2    | Rusia           | 10  | 15    | 5      | 30    |
| 3    | Italia          | 8   | 5     | 12     | 25    |
| 4    | Alemania        | 7   | 4     | 4      | 15    |
| 5    | Francia         | 6   | 7     | 4      | 17    |
| 6    | España          | 3   | 6     | 4      | 13    |
| 7    | Austria         | 3   | 1     | 1      | 5     |
| 8    | Hungría         | 2   | 1     | 3      | 6     |
| 8    | Suecia          | 2   | 1     | 3      | 6     |
| 10   | Rumania         | 1   | 3     | 5      | 9     |
| 11   | Países Bajos    | 1   | 3     | 2      | 6     |
| 12   | Finlandia       | 1   | 2     | 0      | 3     |
| 13   | Eslovaquia      | 1   | 1     | 0      | 2     |
| 14   | Polonia         | 1   | 0     | 1      | 2     |
| 15   | República Checa | 1   | 0     | 0      | 1     |
| 16   | Eslovenia       | 0   | 3     | 2      | 5     |
| 17   | Bielorrusia     | 0   | 2     | 0      | 2     |
| 18   | Lituania        | 0   | 1     | 0      | 1     |
| 18   | Reino Unido     | 0   | 1     | 0      | 1     |
| 20   | Bulgaria        | 0   | 0     | 2      | 2     |
| 20   | Dinamarca       | 0   | 0     | 2      | 2     |
| 20   | Grecia          | 0   | 0     | 2      | 2     |
| 23   | Croacia         | 0   | 0     | 1      | 1     |
|      | TOTAL           | 58  | 59    | 59     | 176   |